# Миркин, Чад
Чад Ми́ркин (англ. Chad Alexander Mirkin; род. 23 ноября 1963, Финикс, США) — американский учёный, специализирующийся по химии, нанотехнологии и наномедицине. Является наиболее цитируемым химиком 2000-х годов.
Член всех трёх Национальных академий США: Академии наук (2010), Инженерной (2009) и Медицинской (2010), а также член Американской академии искусств и наук (2011), иностранный член Китайской академии наук (2017). Именной профессор (George B. Rathmann Professor) химии Weinberg College of Arts and Sciences и директор International Institute for Nanotechnology. Редактор-основатель журнала Small (journal). Учредитель компаний Nanosphere и NanoInk. Автор более 200 публикаций и 75 патентов.

## Награды и отличия
- 1992 — Beckman Young Investigators Award[англ.]
- 1999 — Премия по теоретической химии Американского химического общества[англ.]
- 2001 — Leo Hendrik Baekeland Award[нем.]
- 2002 — Премия Фейнмана по нанотехнологиям
- 2003 — Саклеровская премия[нем.]
- 2004 — National Institutes of Health Director’s Pioneer Award[англ.][6]
- 2004 — ACS Nobel Laureate Signature Award
- 2009 — Lemelson–MIT Prize
- 2009 — Esselen Award for Chemistry in the Public Interest, NESACS
- 2009 — Havinga Medal, Лейденский университет
- 2009 — Pittsburgh Analytical Chemistry Award
- 2010 — Edward Mack, Jr. Lecture, Университет штата Огайо
- 2013 — Премия Лайнуса Полинга
- 2013 — Thomson Reuters Citation Laureate по химии
- 2015 — Премия Рэймонда и Беверли Саклеров[нем.] НАН США, первый удостоенный
- 2015 — Премия столетия
- 2016 — Премия Дэна Дэвида[7]
- 2016 — Золотая медаль Американского института химиков[англ.], его высшая награда
- 2016 — Международная премия в области нанотехнологий[8]
- 2016 — Премия Диксона
- 2017 — William H. Nichols Medal[нем.]
- 2017 — Медаль Вильгельма Экснера
- 2018 — Nano Research Award (совместно с профессором Lei Jing)[9]
- 2018 — Ralph N. Adams Award in Bioanalytical Chemistry
- 2018 — Remsen Award[нем.]
- 2018 — Harrison Howe Award, Рочестерская секция Американского химического общества[10]
- 2018 — Friendship Award (China)[англ.]
- Медаль Перкина (2019)
- Kabiller Prize in Nanoscience and Nanomedicine[англ.] (2019)[11]
- AAAS Philip Hauge Abelson Prize[англ.] (2020)
- G.M. Kosolapoff Award (2021)
- Acta Biomaterialia Gold Medal (2021)
- De Gennes Prize[англ.] (2021)
- UNESCO-Equatorial Guinea International Prize for Research in the Life Sciences[англ.] (2022)
- Международная премия короля Фейсала (2023)